# 西摩会堂

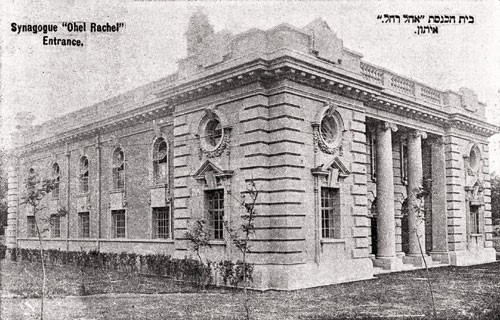
西摩会堂

西摩会堂（Seymour Synagogue）、は上海市のセファルディムユダヤ人シナゴーグである。西摩会堂は静安区陝西北路500号にあり、1921年1月23日にオープンした。このシナゴーグ極東最大のシナゴーグであり、上海現存のたった二つのシナゴーグの一つでもある。
太平洋戦争中、西摩会堂は旧日本軍に占拠された。1952年から、西摩会堂は共産党政権に徴用された。1994年、西摩会堂は上海市優秀歴史建築に入選した。1999年以降、西摩会堂はユダヤ教の祝祭日に限って再オープンしている。